# روماريو دا سيلفا ريسيندي
روماريو دا سيلفا ريسيندي هو لاعب كرة قدم برازيلي في مركز الوسط، ولد في 3 ديسمبر 1990 في ساو باولو في البرازيل. لعب مع نادي بيروي ستارا زاغورا.